# René Paul Marquet
René Paul Marquet (* 5. Juli 1875 in Port-Louis, Frankreich; † 1939) war ein französischer Bildhauer.

## Leben
Marquet studierte bei Émmanuel Fontaine und Alexandre Falguière an der École des Beaux-Arts in Paris.
Er zeigte 1909 auf dem Salon der Société des Artistes Français, auf dem er regelmäßig ausstellte, eine Gipsstatue eines eine Fahne verteidigten Zuaven mit dem dramatischen Titel Jamais! (deutsch Niemals!), wofür er ein mention honorable erhielt und zum Vollmitglied gewählt wurde.
Er war bekannt für seine im Jugendstil und im Stil des Art déco gehaltenen Statuetten.

## Werke (Auswahl)
- Promenade venteuse
- Chiquita
- Berger Belge
- Princess Una
- Le Pimpernel écarlate
- Danceuse Athenienne
- Parasol, 1910
- Musicienne égyptienne aux flûtes
- Jeanne D’Arc
- Jeune femme au doigt levé